# CEA Squadra Corse
CEA Squadra Corse è una società che gestisce la sicurezza antincendio nei Gran Premi di Formula 1, nelle gare del Motomondiale e nei principali eventi motoristici internazionali.

## Storia

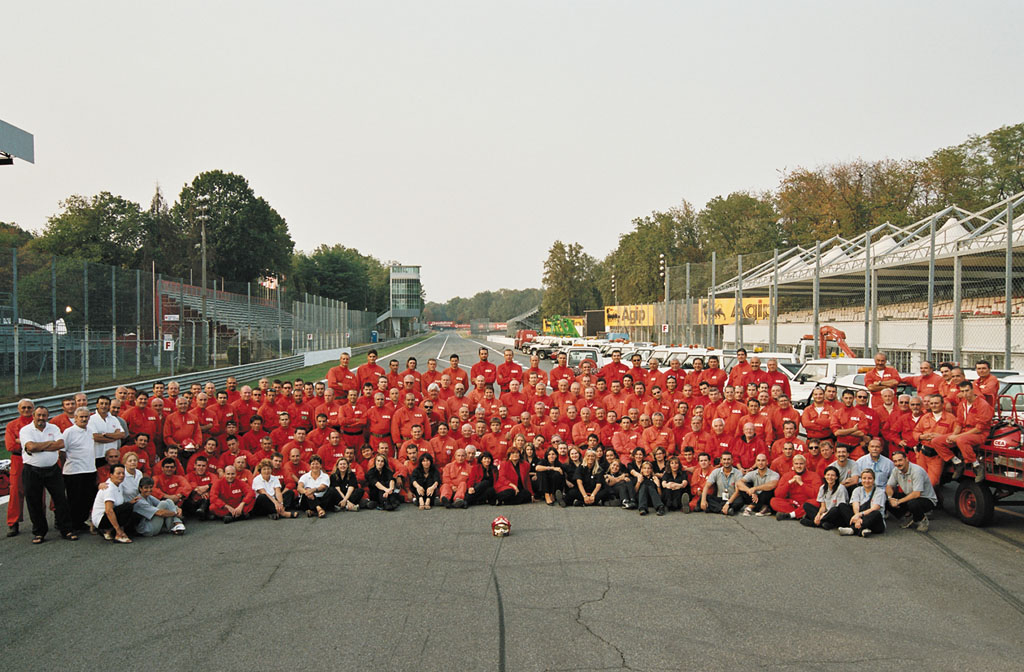
La Squadra Corse al 30º anniversario

CEA Squadra Corse venne fondata da Ermete Amadesi nel 1970, tre anni dopo la fondazione di CEA Estintori, azienda produttrice di strumenti antincendio: a seguito del ritiro dei Vigili del Fuoco dal servizio in autodromi, stadi e cinema, i gestori dell'Autodromo di Imola Luciano Conti e Paolo Moruzzi si rivolsero a Ermete Amadesi. Questi fece modificare alcune Maserati Quattroporte: si trasformarono le auto in pickup rimuovendo loro il tetto, e vi si installarono cannoncini che sparavano schiuma.

L'attività, nata inizialmente come passione e via via consolidatasi nel tempo con tutti i criteri aziendali, si avvale di oltre 300 specialisti e 50 mezzi per garantire la sicurezza durante le competizioni.
In occasione della prima edizione del Gran Premio d'India di Formula 1, nel 2011, alcuni rappresentanti della Squadra Corse hanno visionato e supportato l'organizzazione in merito ai servizi antincendio e hanno pubblicato una relazione su interventi futuri e possibili migliorie.
Dopo l'incidente in cui Jules Bianchi ha perso la vita, avvenuto il 5 ottobre 2014 nel corso del Gran Premio del Giappone di Formula 1, le procedure delle gare internazionali sono state modificate, così come le modalità d'intervento e di soccorso dei volontari in caso di necessità. Prima delle modifiche i componenti della CEA Squadra Corse potevano agire secondo loro discrezionalità, mentre dopo le modifiche devono sottostare agli ordini del direttore di gara.

## Episodi celebri

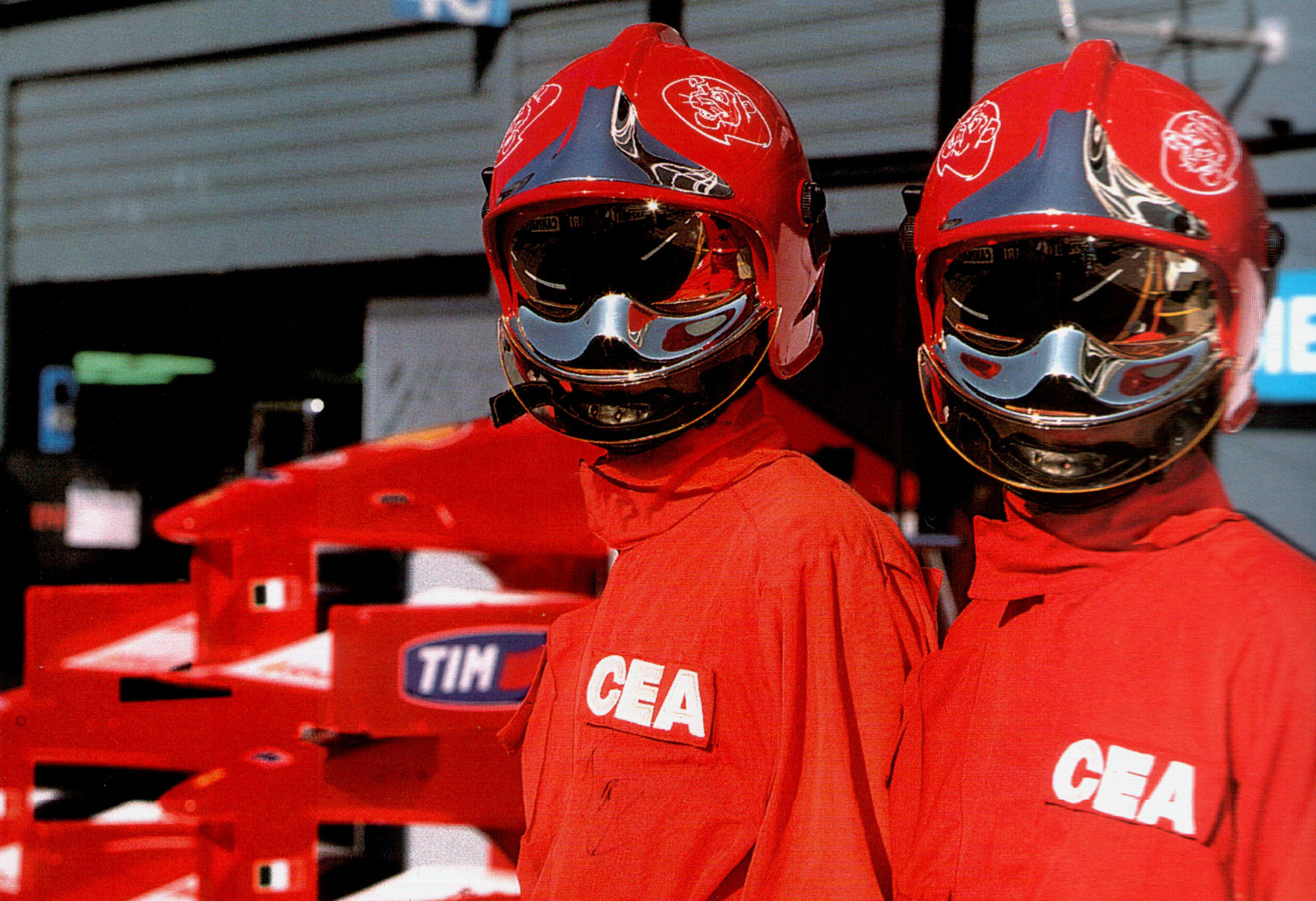
La divisa dei "Leoni"

### I Leoni
I membri della Squadra Corse ottennero l'appellativo di “Leoni” dopo il Gran Premio d'Italia di Formula 1 del 1978, a Monza, in occasione dell'incidente in seguito al quale perse la vita Ronnie Peterson: una carambola in partenza, prima dell'ingresso della prima variante, che coinvolse 10 vetture, la metà delle quali vennero avvolte dalle fiamme. L'intervento dei volontari consentì di limitare le conseguenze dirette dell'incidente, che avrebbero potuto essere ben più gravi (Peterson morì il giorno dopo, in ospedale, per cause mai chiaramente determinate).

### Il salvataggio di Gerhard Berger
Il 23 aprile 1989, durante il quinto giro del Gran Premio di San Marino di Formula 1, alla curva del Tamburello, Gerhard Berger con la sua Ferrari andò dritto contro il muro esterno alla pista a causa di un cedimento dell'alettone anteriore. La macchina fu avvolta da un incendio, ma l'intervento dei volontari di CEA Squadra Corse salvò Berger appena in tempo e consentì ai medici di soccorrerlo e trasportarlo al centro medico del circuito imolese, seppur con ferite non particolarmente gravi.

### L'incidente di Paolo Gislimberti
Il 10 settembre 2000, durante il primo giro del Gran Premio d'Italia di Formula 1, un incidente alla variante della Roggia coinvolge le vetture di Barrichello, De La Rosa, Coulthard, Trulli e Frentzen. Dall'auto di quest'ultimo si stacca una ruota che, ad altissima velocità, colpisce in pieno Paolo Gislimberti, volontario proveniente da Barco di Levico in provincia di Trento. Gislimberti perde la vita poco dopo, a causa delle gravissime lesioni conseguite. A oggi, si tratta dell'unico incidente mortale per un volontario della Squadra Corse.

## Alcuni numeri
185 specialisti antincendio; 42 automezzi uso speciale antincendio: 13 autovetture veloci (tra queste, una Ferrari 348, una Alfa 156 3.2 GTA V6, un'Alfa 156 SW 3.2 GTA V6, 4 Alfa 156 SW 2.0 JTS 16V), 27 fuoristrada 4x4 (tutti i mezzi sono attrezzati con impianti di estinzione sferici ed estintori portatili), 2 automezzi polifunzionali di soccorso e decarcerazione del pilota; 450 estintori portatili, di cui 240 sui mezzi e 25 estintori carrellati. (dati aggiornati al 2007)